# Ёсии (река)
Ёсии (яп. 吉井川 ёсии-гава) — река в Японии на острове Хонсю. Протекает по восточной части префектуры Окаяма. Ёсии является одной из трёх крупнейших рек префектуры наряду с Асахи и Такахаси.

## География
Исток реки находится под горой Микунигасен (высотой 1252 м, хребет Тюгоку), на территории посёлка Кагамино. После ущелья Окуцу река течёт на восток через впадину Цуяма, где в неё впадают главные её притоки — Кагами (яп. 香々美川), Камо (яп. 加茂川), Ёсино (яп. 吉野川), и Кинго (яп. 金剛川). Ёсии протекает через плато Киби и равнину Окаяма и впадает в залив Кодзима в районе Сайдадзи города Окаяма.
Длина реки составляет 133 км, на территории её бассейна (2110 км²) проживает около 280 тыс. человек. Согласно японской классификации, Ёсии является рекой первого класса. Расход воды составляет 61,44 м³/с (Миясу).
Уклон реки в верховьях составляет около 1/30-1/150, в среднем течении — 1/220-1/720, а в низовьях — 1/1000-1/3200. В центральном течении ширина реки составляет около 100 м, глубина — несколько метров.
Осадки в верховьях реки составляют около 2000 мм в год, а низовьях около 1200 мм в год.
Ширина эстуария Ёсии невелика и составляет менее 500 м. Влияние прилива сказывается на участке устья до плотины Камогоси (7,3 км). Участок непосредственно ниже плотины отличается значительной глубиной (до 9 м).
Бассейн реки сложен гранитом, андезитом, аргиллитом, риолитом и поздними отложениями.
Около 85 % бассейна реки занимают горы (природная растительность), около 10 % — сельскохозяйственные земли, около 5 % застроено.

## Хозяйственное использование и туризм
Не считая выработку электроэнергии, около 90 % потребляемой воды используется для ирригации, остальное расходуется на бытовые и промышленные нужды. Большую часть воды забирают у плотин Син-Табара (1987) и Саканэ (1979).
В период Эдо большие территории вокруг залива Кодзима были осушены и использовались для выращивания риса.
В период Эдо русло реки углубляли для улучшения ирригации и судоходства.
С эпохи Мэйдзи началось промышленное развитие низовий Ёсии, сегодня они являются важным транспортным узлом.
«Голый фестиваль» Сайдай-дзи хадака-мацури известен и за пределами Японии.
Расположенный в среднем течении реки город Цуяма является важным региональным центром начиная с VIII века (период Нара). До прокладки железной дороги для сообщения между Цуямой и Окаямой (75 км) использовался речной транспорт. Для перевозки грузов использовались парусники-плоскодонки такасэбунэ длиной около 15 м и весом около 30 тонн. Ими управляла команда из 3-4 человек, плавание занимало 3-4 дня.

## Наводнения
В XX веке катастрофические наводнения происходили в 1945, 1963, 1965, 1972, 1976 и 1979 годах. Во время наводнения 1945 года 92 человека погибло или пропало без вести, 14.798 домов было затоплено.

## Природа
В самых верховьях реки и её притоков сохранились девственные леса бука городчатого (особенно в верховьях Ёсино — леса Вакасуги и Усирояма), также в горных районах распространены тугайные леса Quercus serrata (дуба пильчатого).
Из рыб в верховьях распространены сима и Cottus pollux (подкаменщики), из насекомых — Epiophlebia superstes. У горных потоков гнездится обыкновенный зимородок, а в них обитают японская исполинская саламандра, Hynobius naevius (Cryptobranchoidea), японский безлёгочный тритон, поющая бюргерия. Это указывает на хорошую сохранность и чистоту данных районов.
В среднем течении (от плотины Бисямон до плотины Синтавараи), особенно во впадине Цуяма, река приобретает спокойный характер и образует заводи. Вокруг реки лежат заливные поля. У реки растут тростник японский и ива, дальше от воды — сосна густоцветковая и дуб пильчатый. В реке встречаются аю, Opsariichthys platypus, кои, караси, Nipponocypris temminckii, Rhinogobius flumineus, а также редкий вид Coreoperca kawamebari. Из животных для этой части реки характерны чернопятнистая лягушка, светляки Luciola cruciata, Cybister chinensis (Dytiscinae).
В низовьях распространены пойменные леса ивы, в реке растёт тростник японский.
Из рыб распространён Opsariichthys platypus, на участках с медленным течением встречаются Tanakia lanceolata; также здесь нерестятся аю. На реке и притоках наблюдаются редкие охраняемые виды Parabotia curtus и, возможно, Rhodeus atremius suigensis (горчаки). Из земноводных встречается Pelophylax porosus, из птиц — утки, цаплевые, большой баклан.